# Handens fögderi
Handens fögderi avsåg den lokala skattemyndighetens verksamhetsområde i nuvarande Haninge, Nynäshamns och Tyresö kommuner mellan åren 1967 och 1991. Efter detta år omorganiserades skatteväsendet och fögderierna ersattes av en skattemyndighet för varje län – i detta fall den för Stockholms län. År 2004 gick verksamheten upp i det nybildade Skatteverket.
Handens fögderi föregicks av flera mindre fögderier, vilka sedermera även delvis hamnade under Huddinge och Södertälje fögderier.
- Sotholms fögderi (1720-1839)
  - Södertörns fögderi (1840-1945)
  - Sotholms, Svartlösa och Öknebo fögderi (1840-1855) (Endast Dalarö socken)
    - Öknebo fögderi (1946-1966) (Nynäshamn)
    - Värmdö fögderi (1918-1966) (Haninge och Tyresö)